# Scandia food
Scandia Food est une entreprise roumaine d'agroalimentaire implantée dans la ville de Sibiu dans le județ de Sibiu. Cette compagnie produit des charcuteries et des conserves de viande, dont l'origine remonte à 1922. Le produit phare de la société est le pâté de Sibiu.
Scandia food vend, dans sa gamme tradition (tradiții), de la chair à saucisse pour sarmale en conserve qui sert à farcir des choux.

## Histoire
En 1922, un citoyen roumain de la minorité des saxons de Transylvanie dénommé Josef Theil, patron des Halles de la ville de Mediaș dans le județ de Sibiu, enregistré dans la guilde des producteurs de salam de Sibiu, a établi une usine de conserve de viande et de charcuteries baptisée « Theil und Co. A.G Salami und Selchwarenfabrik ».
En 1941, l'usine Theil est nationalisée et devient Scandia Română.
Scandia a enregistré en 1963 la marque salami de Sibiu.
Dans la période 1990-1996, l'usine a exporté ses produits vers les États-Unis, le Royaume-Uni, l'Allemagne, l'ex-Union soviétique, ou le Japon.
En 2001, à la suite d'une offre publique d'achat par les actionnaires, la compagnie devient une société privée. En 2010, Scandia devient Scandia Food.